# 屈光手术
屈光手术（refractive surgery）或屈光矯正手術，是一种可选性眼科手术，用于改善眼睛的屈光状态，减少或消除对眼镜或隐形眼镜的依赖。此类手术包括：对角膜进行各种手术重塑（角膜切削术、角膜磨镶术、角膜基质透镜取出术），以及对晶状体进行人工晶体植入或置换（包含白内障手术）。
目前近视屈光矫正最常用的方法是使用准分子激光来重塑角膜的曲率。雷射屈光手術指以雷射永久改變眼角膜的弧度，達致矯正視力的目的。
雷射力矯正能矯正近視、遠視、散光等視力問題；但不能矯正老花及近視所引起的眼疾風險和眼底問題（如視網膜脱落、白内障、青光眼等）。最高可矯正度數亦有一定限制，並受到病人角膜厚度等因素所影響。
雷射視力矯正手術並沒有年齡限制，但必須角膜發育完全，並且度數在過去最少一年內沒有變動。四十歲以上人士並不太適合做正近視或遠視激光視力矯正，因為手術後都有可能需要配帶老花眼鏡。
所謂的雷射視力矯正其實是一個統稱，實際包括以下幾種手術方法：
- PRK
- LASIK
- LASEK
- TransPRK
- SMILE
- SMART transPRK
- SMART pro

## 風險
雖然雷射屈光手術愈來愈安全，價格愈來愈可負擔，仍不是所有人都建議實行。患有與角膜或視網膜相關眼疾的患者，孕婦，和青光眼、糖尿病、血管疾病、或是自身免疫性疾病的患者都不適合雷射屈光手術。評估檢查前就應保養角膜，除停戴隱形眼鏡，如眼睛有出現乾眼症狀，也必須先進行治療。
圓錐角膜（keratoconus）是指角膜漸進地變薄，是一種常見的角膜疾病。在雷射矯正手術後發生的圓錐角膜稱為角膜擴張（corneal ectasia），一般相信雷射屈光手術造成的額外的角膜薄化可能有助於疾病的進展，導致需要角膜移植。因此，圓錐角膜是雷射屈光手術的禁忌症。會使用角膜地形圖和厚度分析來篩選不正常的角膜。此外，有些人眼睛的形狀可能不允許在不去除過多角膜組織的情況下進行有效的屈光手術。因此在考慮雷射眼睛手術的人需要進行完整的眼睛檢查。
儘管與早期的屈光手術相比，併發症的風險正在降低，仍然有很小的機率會發生嚴重的問題，包含鬼影、光暈、星芒、疊影等視力問題和乾眼症。透過在角膜中產生永久皮瓣的程序（如LASIK），也有機率在手術幾年後意外發生創傷性皮瓣錯位，若未及時就醫可能會導致災難性的結果。
斜視患者需要特別謹慎評估複視和斜視角度增加的併發症風險。